# BS 7799-1
BS 7799 Part 1 // Code of Practice for Information Security Management (Практические правила управления информационной безопасностью)
Этот документ описывает 127 механизмов контроля, необходимых для построения системы управления информационной безопасностью (СУИБ) организации, определённых на основе лучших примеров мирового опыта (best practices) в данной области. Этот документ служит практическим руководством по созданию СУИБ. Этот стандарт в большинстве своём предназначался для определения норм безопасности при ведении коммерческой деятельности. Эксперты посчитали, что этот стандарт появился несколько раньше времени, когда вопросы безопасности ещё никого особенно не интересовали. В 1999 первая часть BS 7799 была переработана и передана в Международную организацию по стандартизации (ISO). В 2000 году BS 7799 Part 1 был утверждён в качестве международного стандарта ISO/IEC 17799:2000 (BS 7799-1:2000).
В мае 1999 года Британский институт стандартов выпускает вторую версию BS 7799 (BS 7799-2:1999), представляющую собой кардинально пересмотренное первое издание. Эта версия содержала множество поправок и улучшений по сравнению со своей предшественницей.